# Frisia VI
Die Frisia VI ist eine Auto- und Passagierfähre der Reederei Norden-Frisia, die im Linienverkehr zwischen den Ostfriesischen Inseln Juist, Norderney und Norddeich auf dem Festland verkehrt.

## Geschichte
Die Frisia VI wurde 1967/68 unter der Baunummer 541 auf der Meyer Werft in Papenburg gebaut. Die Kiellegung fand am 27. Oktober 1967, der Stapellauf am 5. März 1968 statt. Die Fertigstellung des Schiffes erfolgte im April 1968.
1990 wurde die Fähre von ursprünglich 47 Meter auf die heutigen 54,9 Meter verlängert. Seither kann sie 42 Fahrzeuge und 1090 Passagiere aufnehmen.
Am 12. Mai 2009 steckte die Frisia VI eine ganze Tide auf dem Wattboden fest, da Ostwind die Fähre auf den Fahrwasserrand gedrückt hatte. Das Juister Seenotrettungsboot Woltera der DGzRS konnte das Schiff bei ablaufenden Wasser nicht mehr freischleppen.

## Technik
Die Frisia VI wird von zwei Zwölfzylinder-Viertakt-Dieselmotoren des Herstellers Klöckner-Humboldt-Deutz (Typ: SBA 12 M 816 U) mit einer Leistung von jeweils 551 kW angetrieben. Die beiden Hauptmotoren wirken über Getriebe auf zwei Festpropeller.